# Leif Lampater
Leif Lampater (født 22. december 1982 i Waiblingen) er en cykelrytter fra Tyskland. Hans foretrukne disciplin var banecykling, hvor han har vundet medaljer ved nationale mesterskaber og World Cup. Han deltog ved de olympiske lege i 2004.
Bartko har vundet ni seksdagesløb. Han har deltaget mange gange ved Københavns seksdagesløb uden at vinde. Bedste placering er en andenplads fra 2013, mens der er kommet tredjepladser i 2012, 2014, 2015 og 2018.